# Hatto I
Hatto I OSB (ur. ok. 850, zm. 15 maja 913) – duchowny Kościoła rzymskokatolickiego, opat wielu klasztorów, m.in. klasztoru Reichenau (888–913) i klasztoru Lorsch (901–913), arcybiskup Moguncji (891–913); doradca Arnulfa z Karyntii (850–899) i Ludwika IV Dziecię (893–911), jeden z czołowych polityków państwa wschodniofrankijskiego.

## Życiorys
Hatto I pochodził najprawdopodobniej ze szlacheckiej rodziny w Szwabii i był spokrewniony z arcybiskupem Moguncji Liutbertem. Wykształcenie teologiczne zdobył najprawdopodobniej w klasztorze w Fuldzie lub w Reichenau. W 888 roku został wybrany opatem klasztoru Reichenau.
Przez całe życie wspierał króla Arnulfa z Karyntii (850–899), którego najprawdopodobniej poznał będąc kapłanem Karola Otyłego (839–888). W 891 roku został arcybiskupem Moguncji. Był jednym z najważniejszych doradców króla Arnulfa, a w 893 roku ochrzcił jego syna i późniejszego króla wschodnich Franków Ludwika IV Dziecię (893–911). W 892 roku przewodniczył synodowi we Frankfurcie. W 894 roku wziął udział w 1. wyprawie Arnulfa do Italii. W maju 895 roku poprowadził synod w Treburze, gdzie podjęto m.in. ustalenia odnośnie do ochrony duchowieństwa. W 896 roku wziął udział w wyprawie Arnulfa do Rzymu, gdzie papież Formozus (815–896) koronował Arnulfa na cesarza. W tym samym roku został opatem Ellwangen.
W 899 roku reprezentował Arnulfa na spotkaniu z Zwentiboldem (870–900) w Sankt Goar z zamiarem zapewnienia następstwa tronu dla Ludwika IV. Po objęciu władzy przez 7-letniego wówczas Ludwika, Hatto I stał się obok Adalbero von Augsburg (zm. 909) najważniejszym opiekunem nieletniego króla z ogromnym wpływem na politykę. W 901 roku został opatem Lorsch i klasztoru Weißenburg w Alzacji. Podczas zwady babenberskiej na początku X w. między Popponami a Konradynami o władzę nad terenami nad Menem opowiedział się wraz z młodym królem po stronie Konradynów i w 903 roku wziął udział w zjeździe w Forchheim, podczas którego dokonano konfiskaty dóbr pokonanych Babenbergów Henryka I i Adalharda. Hatto I miał mieć również wpływ na wybór Konrada I (890–918) na króla Niemiec po śmierci Ludwika IV Dziecięcia.
Następnie Hatto I popadł w konflikt z księciem Saksonii Henrykiem I (876–936) o posiadłości Moguncji w Turyngii. Henryk miał usprawiedliwiać swoją nieobecność na zjedzie w Moguncji strachem przed planami Hatto I jego zamordowania. Historia ta dała początek sadze o złotym łańcuchu, spisanej przez braci Grimm w ich pracy Deutsche Sagen.
Hatto I uosabiał współpracę Kościoła ze świecką władzą królewską w czasach dwóch ostatnich Karolingów i za panowania Konrada I W Moguncji wspierał m.in. budowę katedry a na wyspie Reichenau wzniósł kościół św. Jerzego w Oberzell, gdzie spoczęły relikwie św. Jerzego – dar papieża Formozusa (815–896) z 896 roku.
Hatto I zmarł 15 maja 913. Podania ludowe mówiły, że zmarł wskutek uderzenia pioruna lub, że został wrzucony przez diabła do wulkanu Etna.

## Sagi

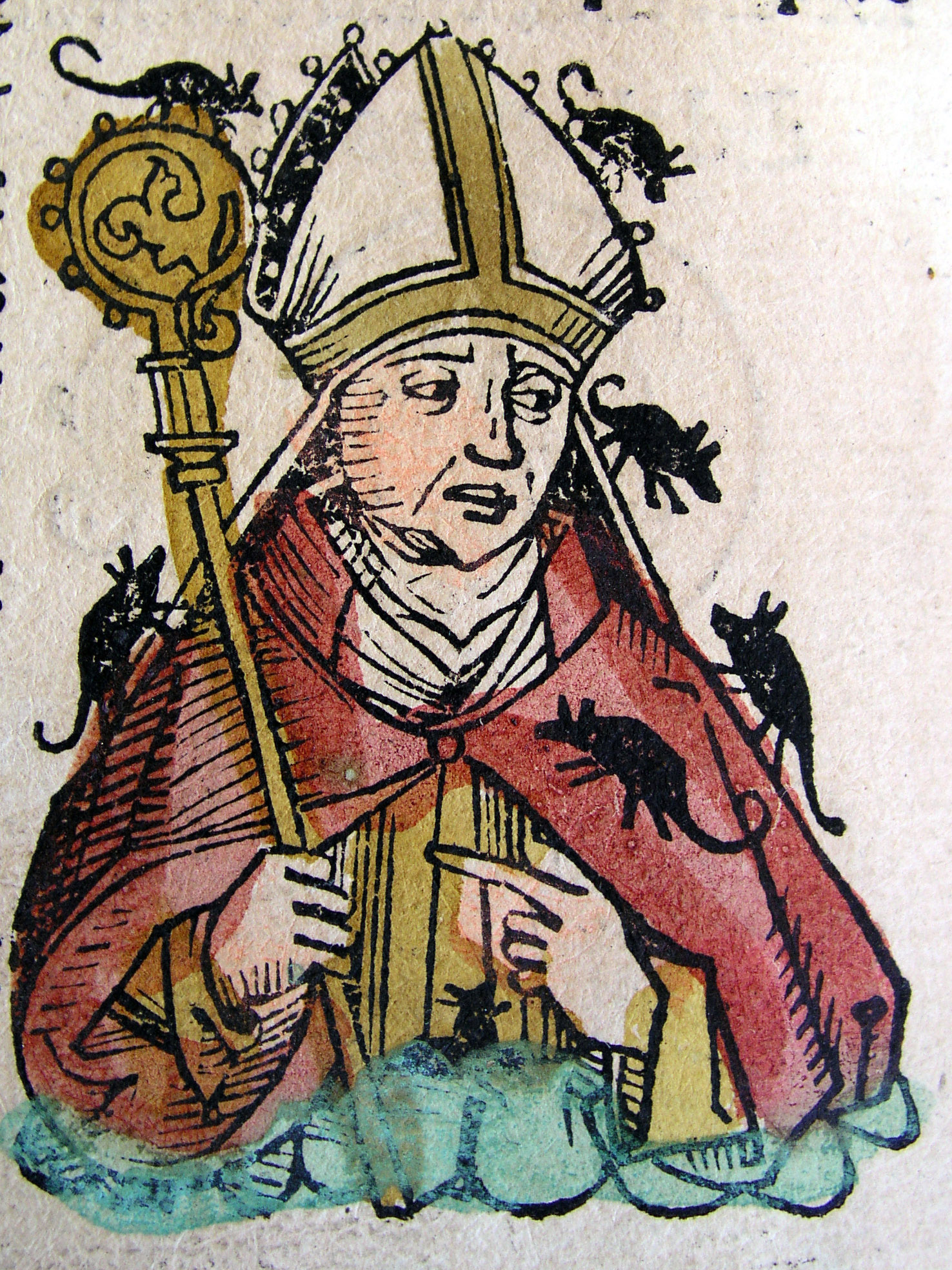
Przedstawienie biskupa Hatto zjadanego przez myszy w Liber chronicarum

### Saga o złotym łańcuchu
Według sagi, Hatto poszedł do kowala i zamówił złoty łańcuch, którym miał być uduszony książę Henryk I. Pewnego dnia do kowala zaszedł jeden z ludzi króla Konrada I, aby obejrzeć łańcuch, i westchnął. Na pytanie kowala dlaczego wzdycha, wyjawił, że wkrótce łańcuch spłynie krwią księcia Henryka. Kowal milczał, ale po zakończeniu pracy wyjechał naprzeciw księciu Henrykowi przybywającemu na zjazd i wyjawił mu spisek. Henryk przywołał posłańca Hatto i nakazał przekazać biskupowi, że jego szyja nie jest twardsza od szyi Adalberta (którego śmierć wiązano z Hatto) i że raczej zostanie w domu. Po czym zajął dobra Hatto w Saksonii i Turyngii. Hatto miał po tym wkrótce umrzeć ze złości lub zabity przez uderzenie pioruna. Szczęście miało odwrócić się wtedy od króla Konrada I i zacząć sprzyjać Henrykowi.

### Saga o mysiej wieży w Bingen
Według innej sagi, Hatto I miał zostać zjedzony przez myszy w Mysiej Wieży niedaleko Bingen, którą miał wznieść. Saga ta łączona jest również z postacią innego arcybiskupa Moguncji – Hatto II (zm. 970).